# RAVO
RAVO Holding B.V. (Van Raaij Vehicles BV) ist ein niederländischer Hersteller von kleinen und mittelgroßen Straßenkehrmaschinen mit Sitz in Alkmaar. Er gehört zum französischen Baukonzern Fayat. Es werden die Produktgruppen R1 (Subkompaktkehrmaschinen), R2 (Kompaktkehrmaschinen) und R5 (Maxi-Kompaktkehrmaschinen) hergestellt. Den größten Anteil an der Produktion hat die Reihe R5. Davon wurden bisher über 12.000 Einheiten hergestellt. In diesem Segment bezeichnet sich RAVO als Marktführer in Europa.

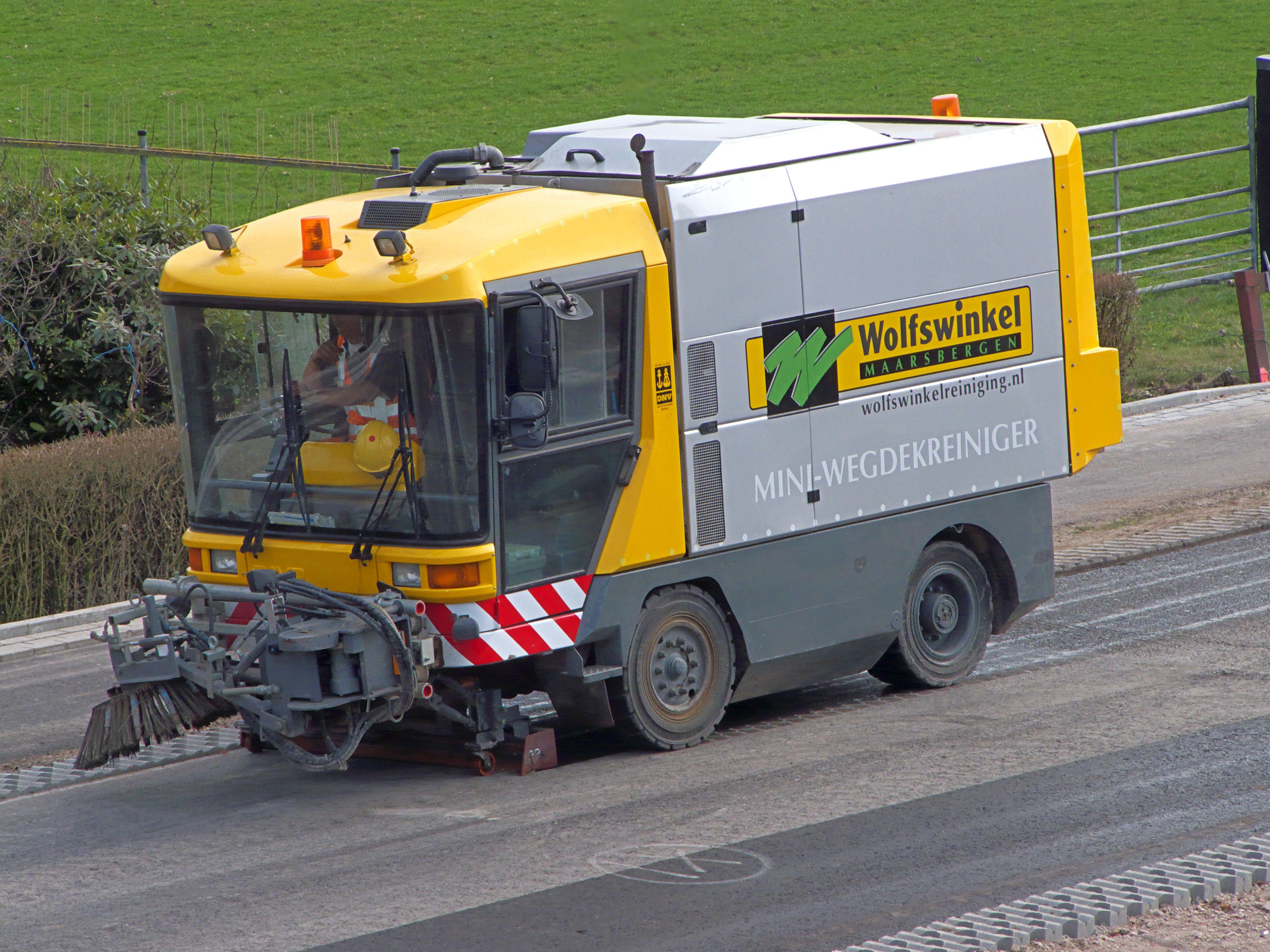
RAVO Kehrmaschine 5002

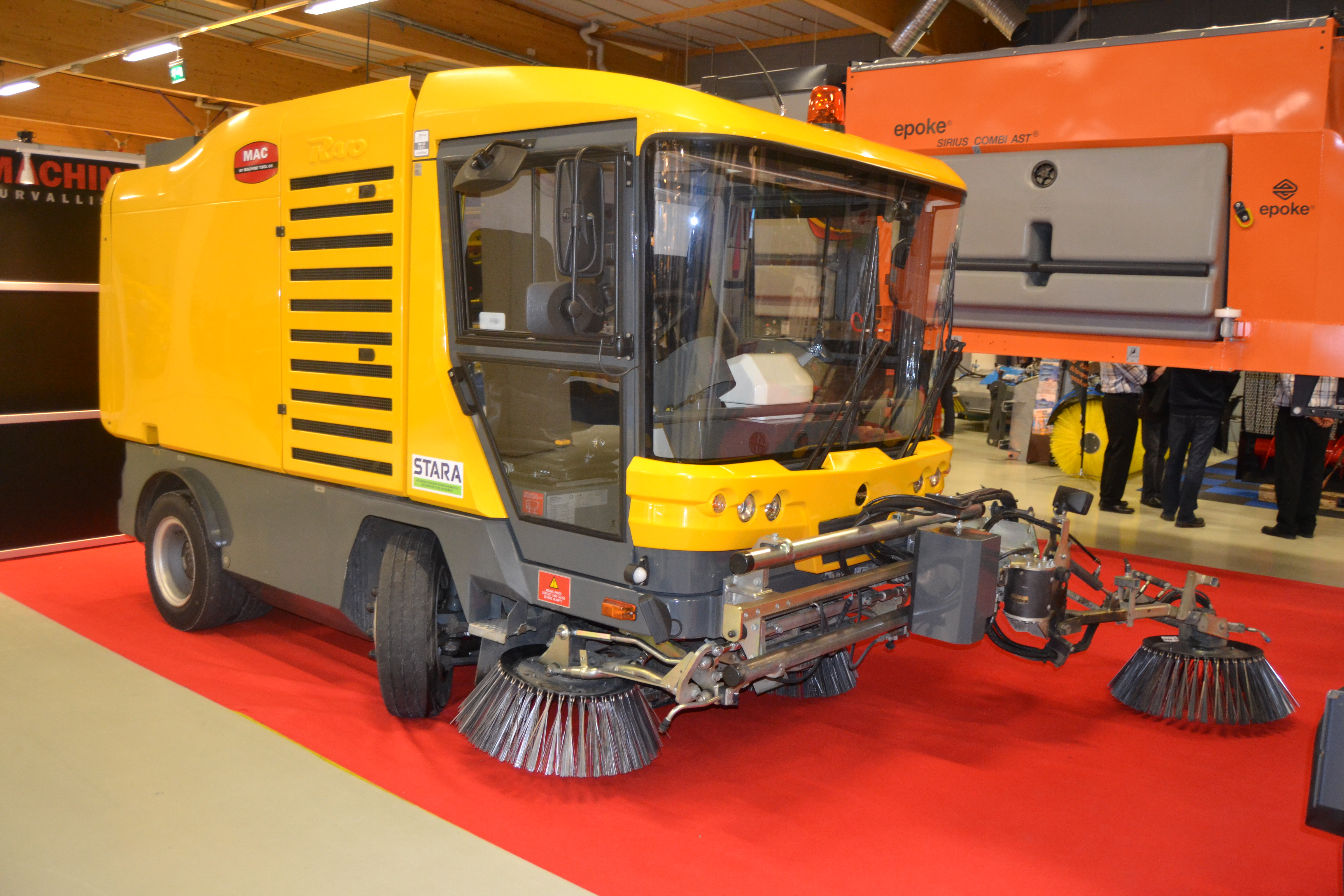
RAVO Kehrmaschine Serie R5

## Geschichte
Das von Raymond Mathieu in Toul  gegründete (spätere Schwesterunternehmen) Mathieu wurde 1923 gegründet und spezialisierte sich auf den Bau von Reinigungsgeräten, auch kompakte Straßenkehrmaschinen.
Karel van Raaij kam 1964 zum niederländischen Unternehmen ILPERA, einem Hersteller von Spezialreinigungsfahrzeugen. Er übernahm die Firma und benannte sie in RAVO (Kurzform für Van Raaij Vehicles) um. Das Unternehmen brachte 1979 die erste kompakte Straßenkehrmaschine auf den Markt, die auf die Reinigung von Städten spezialisiert ist. In den 1980er Jahren war dieses Produkt weltweit erfolgreich. 1993 wurde RAVO von Federal Signal gekauft und steigerte damit den Marktanteil in den USA. 1999 wurde Mathieu von der Fayat-Gruppe übernommen. 2003 wurde die 5er-Serie eingeführt, die zurzeit weltweit am meisten verkaufte mittelgroße Kehrmaschine. 2009 wurde RAVO von Fayat übernommen. Ab 2010 wuchs die Produktion im zweistelligen Bereich. Im Jahr 2018 fuhren 220 Mathieu-Kehrmaschinen in Paris. Eine neue Fabrik und ein neues Verteilzentrum wurden 2019 eingeweiht. Die erste vollelektrische Version der 5er-Serie wurde eingeführt.